# Printemps
Printemps es una cadena de grandes almacenes franceses orientada a la venta de productos de belleza, moda, accesorios y ropa. Su buque insignia es el conocido "Printemps Haussmann", ubicado en el bulevar Haussmann de París, junto con otros grandes almacenes como Galeries Lafayette. Desde 2013, la empresa es propiedad de un fondo de inversión respaldado por Qatar con sede en Luxemburgo. A partir de 2023, Printemps opera veinte tiendas en Francia (incluidas tres en París), así como una tienda en Doha, Qatar. La empresa fue fundadora de la Asociación Internacional de Grandes Almacenes. 

## Historia

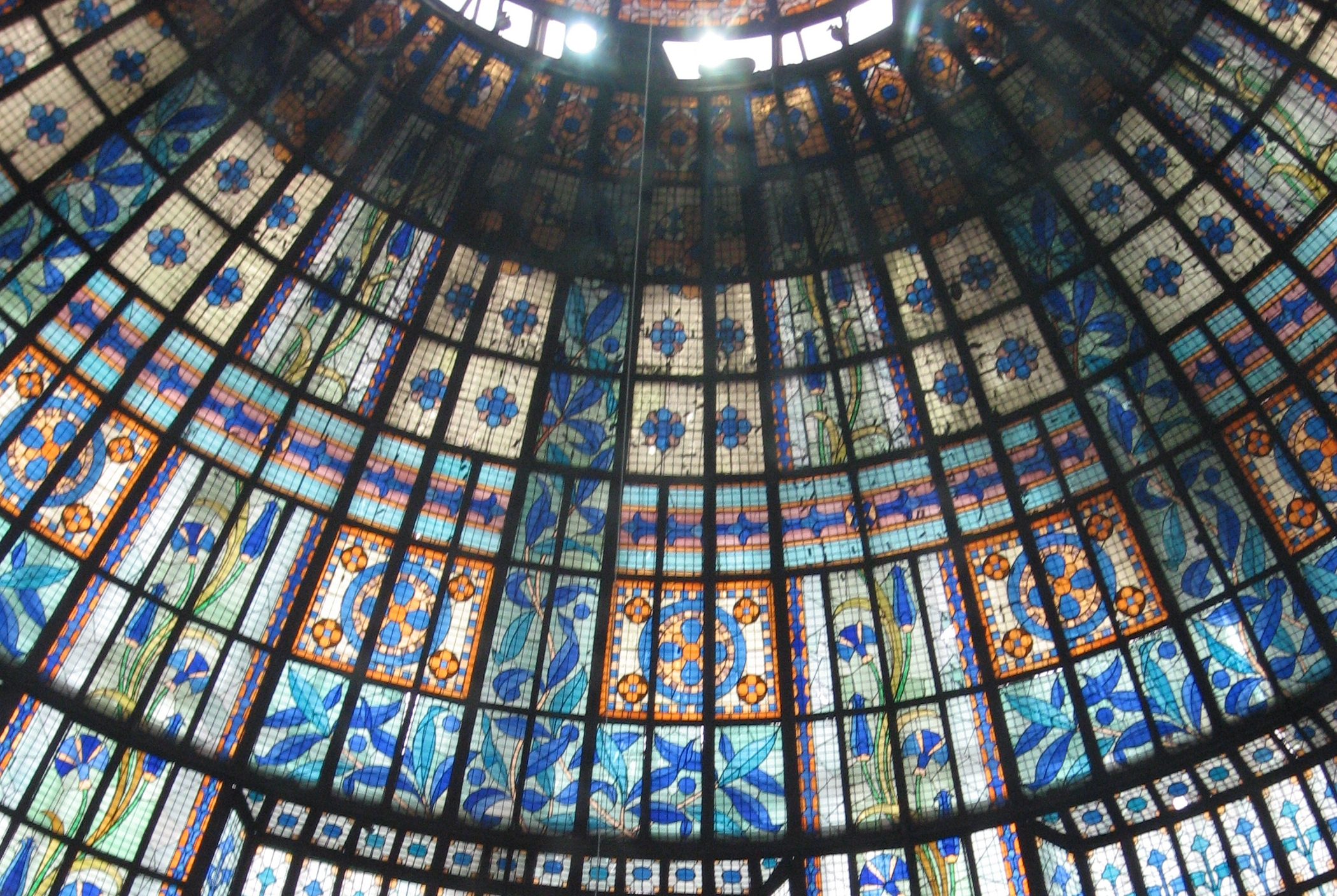
Detalle de la cúpula sobre el salón de té del Printemps Haussmann

La primera tienda Printemps, conocida como "Printemps Haussmann", fue inaugurada el 3 de noviembre de 1865 con el nombre de "Grands Magasins du Printemps" (abreviado "Au Printemps") por Jules Jaluzot, su esposa Augustine Jaluzot y Jean-Alfred Duclos. La tienda estaba ubicada en la esquina de rue du Havre y el bulevar Haussmann de París.  En 1874 la tienda sufrió una gran reforma, que se aprovechó para instalar algunos de los primeros ascensores provenientes de la Exposición Universal de 1867.
Printemps revolucionó el comercio minorista en la capital francesa marcando los artículos con precios fijos y evitando el regateo. Como otros grandes almacenes, Printemps utilizó las economías de escala para proporcionar productos de alta calidad a precios imbatibles. También fueron pioneros en las ventas con descuento para eliminar existencias obsoletas (las rebajas) y, más tarde, en el uso de la publicidad y grandes escaparates. 

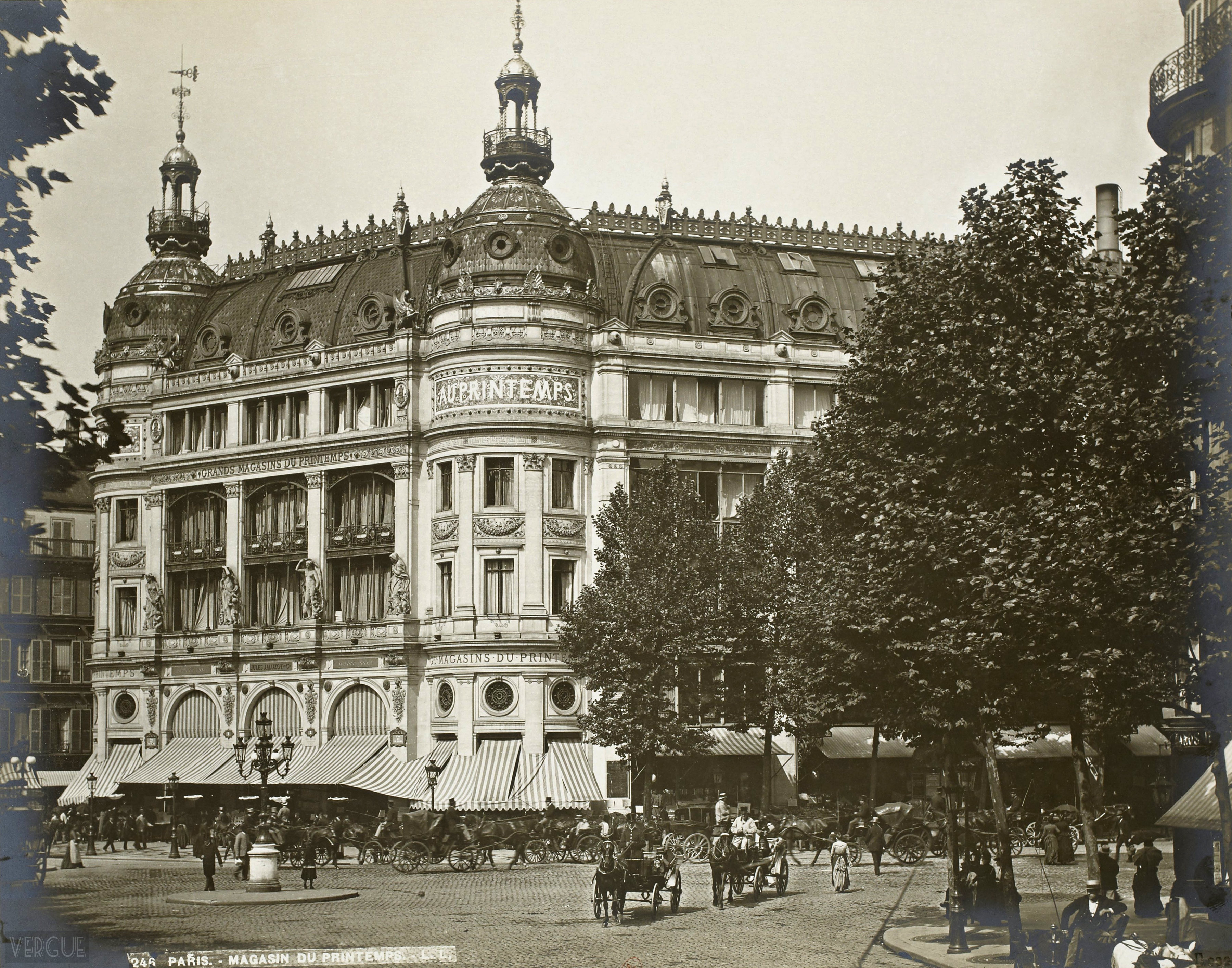
Printemps Haussmann con su nueva fachada, c. 1889

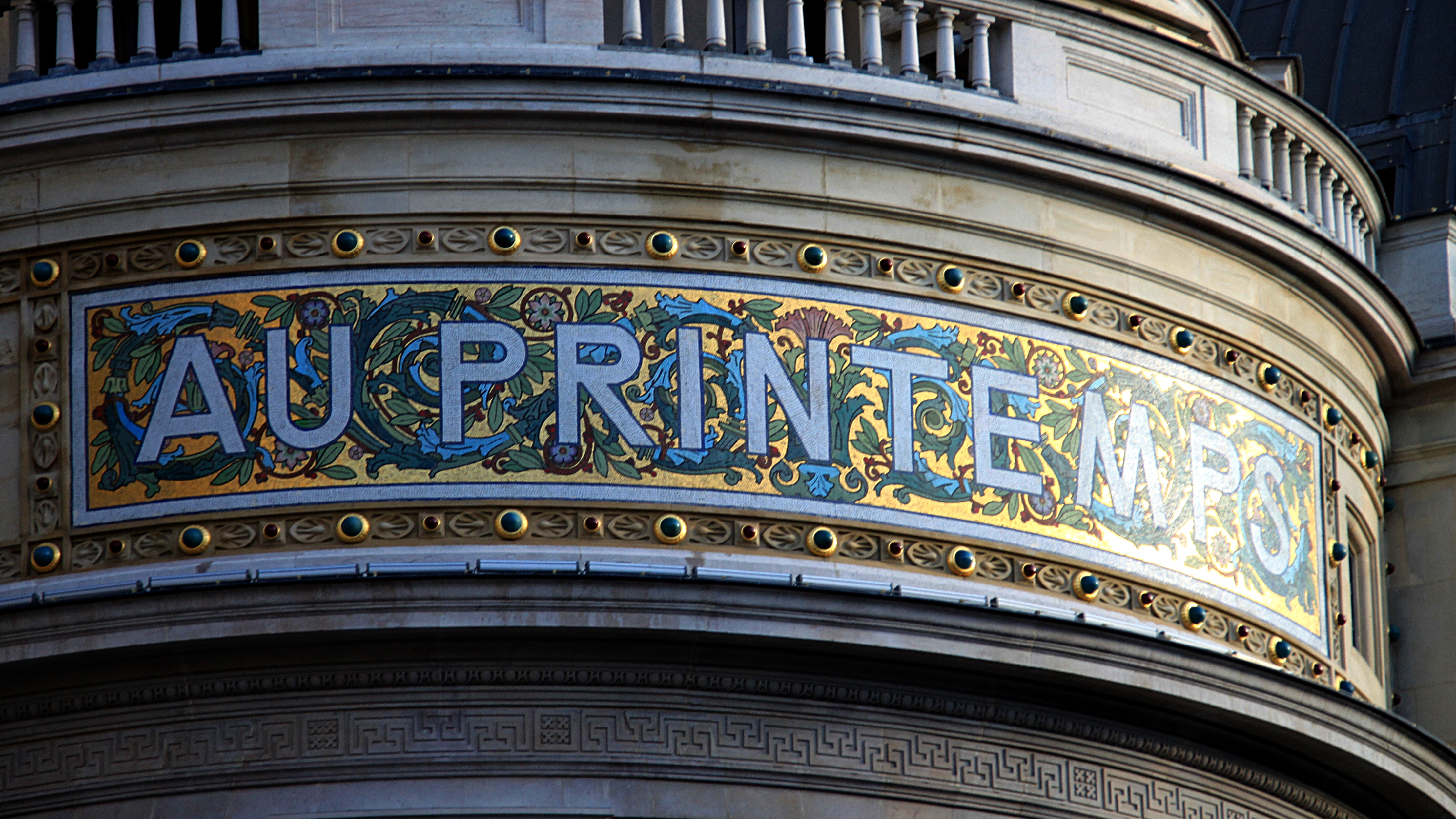
Uno de los mosaicos de la fachada de Printemps Haussmann, donde se puede leer 'Au Printemps'.

En 1881 la tienda se incendió, provocando la destrucción de todo el edificio, pero tras el incendio la tienda fue reconstruida con el nuevo edificio diseñado por los arquitectos Jules y Paul Sédille.  La tienda también se convirtió en la primera en utilizar iluminación eléctrica y en la primera en conectarse al metro a través de un acceso directo en 1904.  También en 1904, una pequeña crisis llevó a la renuncia de Jules Jaluzot, que fue sustituido por Gustave Laguionie, quien anunció la construcción de una segunda tienda en 1905. Dicha segunda tienda, diseñada por el arquitecto René Binet, fue inaugurada cinco años después con gran esplendor, pues disponía de una cúpula abovedada de vidrio de 42 m de altura y una escalera modernista.
La primera tienda fuera de París se abrió en 1912 en Deauville,  la ciudad de vacaciones de los parisinos por excelencia. En 1920, Pierre Laguionie, hijo de Gustave, tomó el relevo de los grandes almacenes, que sufrieron otro gran incendio en 1921. Dos años después, con la reconstrucción de la tienda Haussmann, se construyó una magnífica cúpula donde se instaló el restaurante principal. Pierre Laguionie fue el primer presidente de la nueva Asociación Internacional de Grandes Almacenes entre 1928 y 1930, cargo que volvió a ocupar más adelante. Jean Vignéras ocupó el cargo de 1962 a 1963 y Jean-Jacques Delort fue presidente de 1981 a 1982. 
En la década de 1930 se abrió una tienda en Antananarivo, Madagascar, que con el tiempo se transformó con la nueva marca Prisunic, creada en 1931 como tienda de descuentos. 

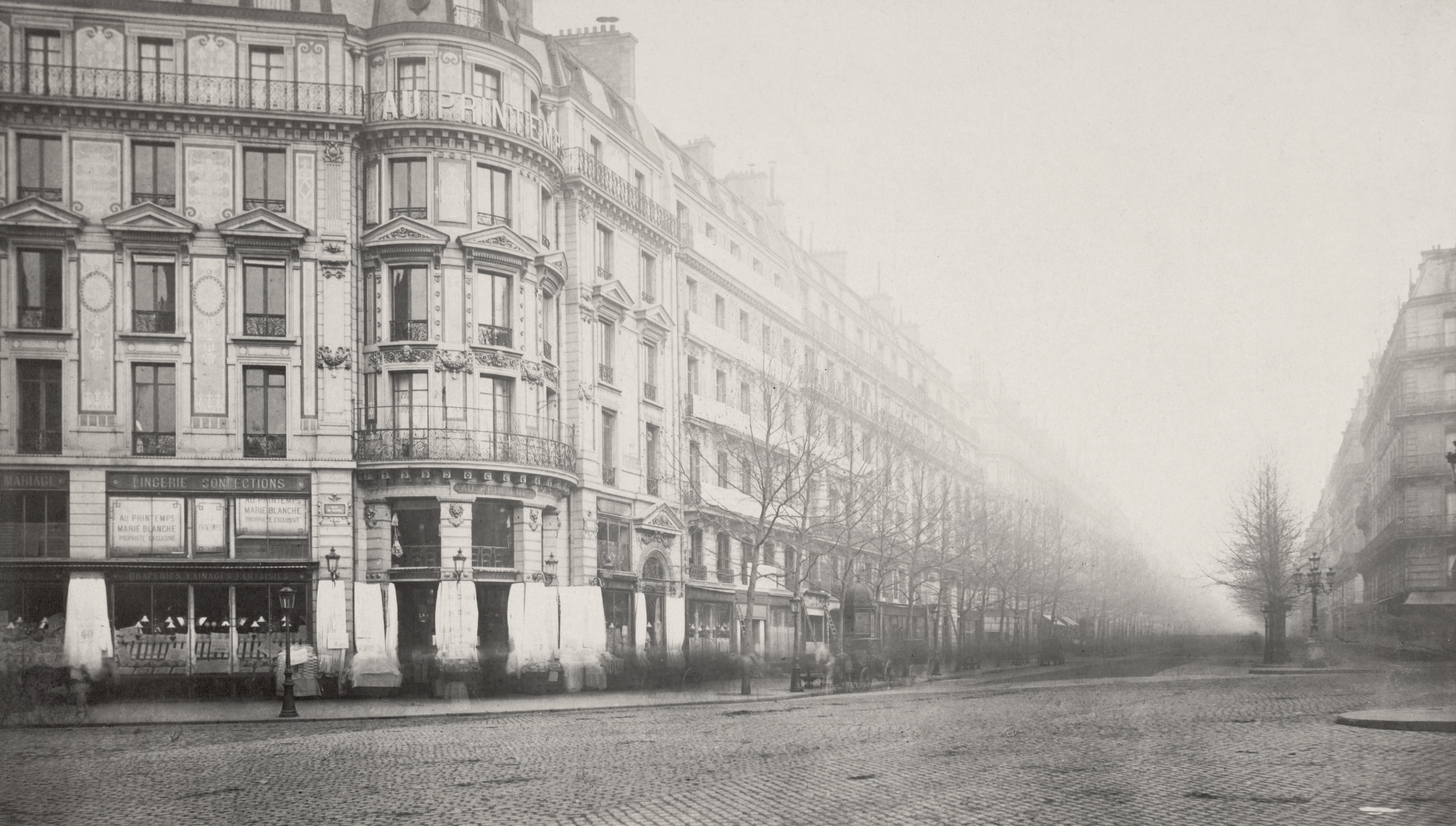
Imagen de Printemps Haussmann, c. 1865–70

Printemps, asociado a Åhlén y Holm, Au Grand Passage (Ginebra), Bon Marché (Bruselas), Grands Magasins Jelmoli, L'Innovation (Lausana), Rinascente, SAPAC (Central de compras Printemps) y Selfridges fundó el Grupo Intercontinental de Grandes Almacenes, del que es miembro desde entonces. 

#### Expansión
Hacia 1970, el grupo contaba con 23 tiendas Printemps y 13 puntos de descuento Prisunic. La crisis económica de 1973 golpeó significativamente el modelo de negocio de Printemps; en respuesta, la empresa se transformó en una sociedad anónima con una participación mayoritaria adquirida por Maus Fréres, un holding suizo. Durante la década de 1970, se siguió adaptando con una doble línea de reestructuración y creación de tiendas especializadas, como la marca Armand Thierry, y diversificándose en diferentes áreas, como alimentos y transporte.
En 1981 la empresa inició una expansión internacional mediante la franquicia de tiendas en Kōbe, y en 1982 en Sapporo (Japón). En 1983 fue el turno de Singapur, donde los almacenes también incluyeron el hotel Le Méridien. En 1987, abrió una primera tienda en Denver,  pero en abril de 1989 la ubicación cerró.  En 1988 se abrieron dos nuevas ubicaciones en Estambul y Seúl,  aunque la tienda de Singapur cerró en diciembre de 1989. 

### Últimos años
En 1991 Printemps y sus filiales fueron adquiridas por François Pinault y se fusionó con otras participaciones en Pinault-Printemps-Redoute (PPR, pasó a llamarse Kering en 2013). Ese año también abrió una tienda en Cascais, Portugal.  En 1994 se inauguró una tienda en Bangkok, Tailandia.  En 1995 se inauguró una ubicación en Taipéi.  Printemps también se expandió a China con la apertura de una tienda de seis pisos en Shanghái.  En 1997 Printemps renovó la tienda insignia de Haussmann. La renovación rediseñó toda la tienda y también agregó pantallas de televisión y estaciones de escucha de música en toda la tienda. 